# Banite
Banite (bulgariska: Баните) är en ort i Bulgarien.   Den ligger i kommunen Obsjtina Banite och regionen Smoljan, i den södra delen av landet, 180 kilometer sydost om huvudstaden Sofia. Banite ligger 728 meter över havet och antalet invånare är 1 279.
Terrängen runt Banite är kuperad. Närmaste större samhälle är Madan, 14,1 kilometer söder om Banite. 
I omgivningarna runt Banite växer i huvudsak blandskog. Runt Banite är det ganska glesbefolkat, med 35 invånare per kvadratkilometer.